# Roger Slifer
Œuvres principales
Lobo, Omega Men
Roger Allen Slifer (11 novembre 1954 - 30 mars 2015) était un écrivain américain de bande dessinée, d'animation et de jeux vidéo, qui a co-créé le personnage de Lobo pour DC Comics. Parmi les nombreuses séries de comic-book pour lesquelles il a écrit, se trouve Omega Men pour un run dans les années 1980.
Roger Slifer a été victime d'un accident en 2012, qui l'a laissé dans une institution médicalisée jusqu'à sa mort.

## Biographie
Roger Slifer est né le 11 novembre 1954. Il avait une sœur, Connie.

### Comics
Slifer a commencé dans la bande dessinée en tant que membre du CPL Gang, un groupe d'amateurs de bandes dessinées basé à Indianapolis. Nombre d'entre eux firent plus tard une carrière dans l'industrie des comics.
Au milieu des années 1970, Slifer a travaillé comme scénariste freelance pour Marvel Comics. Grâce aux membres du personnel de Marvel (et anciens membres du CPL Gang) Duffy Vohland et Tony Isabella, à la fin des années 1970, Slifer a été embauché comme rédacteur en chef adjoint chez Marvel, où il a écrit sur  un certain nombre de séries de comic-book, dont Défenseurs. Finalement, Slifer devient éditeur des projets spéciaux chez Marvel, supervisant les magazines de bandes dessinées publiés par la société mère de Marvel tels que The Rampaging Hulk. Pendant ce temps, Slifer a également travaillé sur le magazine Marvel Classics Comics, en plus des adaptations cinématographiques.
Roger Slifer passe chez DC Comics en février 1981, soi-disant en tant que premier responsable des ventes de bande dessinée dans les magasins spécialisés. Il a continué à écrire de manière sporadique, notamment sur Omega Men, où il a co-créé le mercenaire extraterrestre et anti-héros Lobo avec l'artiste Keith Giffen. Slifer servit comme éditeur chez DC à partir de 1984-1985 et a supervisé la réimpression des séries Green Lantern/Green Arrow, New Talent Showcase, et World's Finest Comics. Slifer quitte DC après des affrontements avec la société concernant sa position sur les droits des créateurs. Slifer s'était investi dans les problèmes des droits des créateurs depuis la fin des années 1970,.

### Animation
Après son départ de chez DC, Roger Slifer a trouvé du travail chez Sunbow Entertainment, une société de production d'animation en lien avec Marvel Comics et Marvel Productions. Slifer est finalement devenu superviseur de la production, éditeur d'histoire, et écrivain pour l'animation du programme de télévision Jem et les Hologrammes. Il a produit et a été l'éditeur d'histoires sur d'autres séries d'animations dont les G.I. Joe Extreme, Mon Petit Poney,Transformers, Street Fighter, Conan l'Aventurier, et Bucky O'Hare. Pendant son temps chez Sunbow, les collègues de Slifer incluaient les anciens écrivains de Marvel Comics, Steve Gerber et Marv Wolfman.
Slifer a co-produit la première saison de Yu-Gi-Oh! pour 4Kids Entertainment aux États-unis.

### Jeux vidéo
Slifer a travaillé comme écrivain et consultant dans l'industrie des jeux vidéo.

### Vie personnelle
Avant 2012, Roger Slifer a vécu à Santa Monica en Californie.

### L'accident
Au début du 23 juin 2012, Slifer a été percuté par une voiture alors qu'il marchait à Santa Monica, après avoir passé la soirée avec des amis. Le conducteur a fui les lieux. Slifer, a été gravement blessé, souffrant de quelques côtes cassées ainsi que de sa clavicule et de son épaule. La plus critique, est une blessure à la tête. Les médecins ont dû enlever une partie du crâne de Slifer et de le placer dans un coma artificiel au Ronald Reagan UCLA Medical Center.
SLIFER, Society for Legal, Investigative and Financial Empowerment and Recovery (Société juridique, d'enquête et d'autonomie financière et de récupération), a été créé en juillet 2012, afin d'amener le chauffard devant la justice et de fournir des informations régulières sur l'état de Slifer. L'organisation d'assistance à but non lucratif, The Hero Initiative a aidé à assembler de l'argent pour aider à payer les frais juridiques et les soins médicaux de Slifer.
La sœur de Roger Slifer, Connie Carlton, a repris ses soins et, à la fin de juillet 2012, il a été déplacé de l'unité des soins intensifs en neurosciences/traumatisme du Ronald Reagan UCLA, au Barlow Respiratory Hospital de Los Angeles. À ce point, il était encore dans un état comateux. Son état s'est amélioré au Barlow et il est sorti de son coma. À la fin de septembre 2012, il a été transféré dans un autre établissement de soins, le Goldstar Rehabilitation Services, à Santa Monica.
Dès la fin de février 2013, Slifer était en attente d'une chirurgie pour remplacer la partie de son crâne retiré immédiatement après l'accident. Carlton avait organisé le transport de Slifer pour l'Indiana pour la suite de sa réhabilitation. Il est mort le 30 mars 2015.

## Hommages
Slifer a trois personnages de fiction nommés en partie d'après lui :
- le personnage robot de John Byrne, Rog-2000 a été nommé en tant que tel par Bob Layton en 1974,
- la véritable identité du méchant Inferno de Ghost Rider, créé en 1974 par Tony Isabella et Jim Mooney, est celui d'un démon nommé "Slifer, Fear-Monger". Isabella avait rencontré Slifer par l'intermédiaire d'un ami commun[4],
- une carte de Dieu dans le jeu de cartes à collectionner Yu-Gi-Oh !, nommée à l'origine Sky Dragon of Osiris (オシリスの天空竜, Oshirisu no Tenkūryū?) a été renommé « Slifer the Sky Dragon » par l'employé Sam Murakami après le passage de Slifer chez 4Kids Entertainment.

## Publications

### DC Comics
- Batman #347 (1982)
- Green Lantern / Green Arrow #1 (introduction only) (1983)
- Omega Men #1–13 (1983–1984)

### Marvel Comics
- The Avengers Annual #8 (1978)
- Defenders #44–47 (1977)
- Fantastic Four #183 (1977)
- Giant-Size Defenders #4–5 (1975)
- Iron Man #84–85 (1976)
- Marvel Two-in-One #13, 38–40 (1976–1978)
- Power Man #46 (1977)